# دة يوسفان عليا (مقاطعة دلفان)
دة يوسفان عليا هي قرية تقع في قسم ميربغ الجنوبي الريفي (مقاطعة دلفان) في إيران. يقدر عدد سكانها بـ 38 نسمة .